# Estação Edgar Werneck
A Estação Edgard Werneck, ou simplesmente Estação Werneck, é uma estação da Linha Centro do Metrô do Recife, sendo a 7ª mais próxima do centro da capital. O movimento da estação é relativamente alto, pelo fato de possuir nas proximidades um terminal de ônibus não integrado.

## História
Anteriormente chamada de Estação de Areias, foi construída em 1891 pela Great Western do Brasil, empresa que comandou durante 70 anos as operações nas linhas férreas do Nordeste. Em 1925 a estação passou a chamar-se Edgard Werneck, uma homenagem ao engenheiro ferroviário Edgard Werneck Furquim de Almeida, que foi morto no Recife naquele mesmo ano.

## Uso atual
Desde 1985 a estação é utilizada pelo metrô de superfície e operada pelo Metrorec, que concentra ali todas as operações do sistema. Também próximo à estação ficam as oficinas do VLT, que tem ligação direta com a linha Sul do metrô, conectando-se próximo à Estação Aeroporto.